# Villa del Bello
Villa Del Bello è un'antica villa del comune di Vaiano, in Toscana, appartenuta alla famiglia Del Bello, in particolare a Pietro Del Bello. 

## Storia e descrizione
La villa, di origine medioevale, conserva ancora il suo aspetto; un tempo fu curtis medievale, grangia e fattoria. 
L'antico insediamento da cui ha origine la villa sorge sul colle di Calcinaia, che fronteggia il fiume Bisenzio e la sagoma dell'antica Villa Guicciardini di Usella, nella zona di confine tra il medievale Comune di Prato e la zona controllata dai Conti Alberti. Nel bosco soprastante restano ancora i muri in alberese della coeva Torre di Melagrana, stessa epoca di quella di Cerbaia: sul colle superiore si trovano i resti del piccolo borgo di Bibbiano con chiesetta di S. Maria.
Sappiamo da documenti archivistici che nel 1352 la “villa” di Bibbiano era ancora esistente (non esisteva invece più nel catasto del 1427): la chiesa fu soppressa e accorpata con la Pieve di Sofignano. Nello stesso periodo la proprietà di alcuni poderi e di una casa da signore passò alla S.S. Annunziata di Firenze, che lo mantenne per vari secoli.
Lo stato italiano confiscò i beni di alcuni monasteri dopo l'Unità, tra cui anche questo possesso della Nunziata, come veniva familiarmente detto, per far cassa dopo le ingenti spese per le guerre d'indipendenza.
I beni furono messi all'asta e acquistati nel 1867 dal diplomatico Pietro Del Bello, che vantava una discendenza risalente ai cugini di Dante Alighieri. Egli dimostrava una particolare affezione per i simboli fiorentini, come indicano le decorazioni a gigli anche sulle vetrate delle porte interne della villa. Questo personaggio, che viveva fra Firenze e Roma, fece ristrutturare il complesso creando la villa, accanto alla fattoria come riorganizzazione dei locali preesistenti, il giardino dalla vista panoramica ed il Selvatico come percorso dei proprietari e degli ospiti, alcuni dei quali di assoluto prestigio (Renato Fucini).

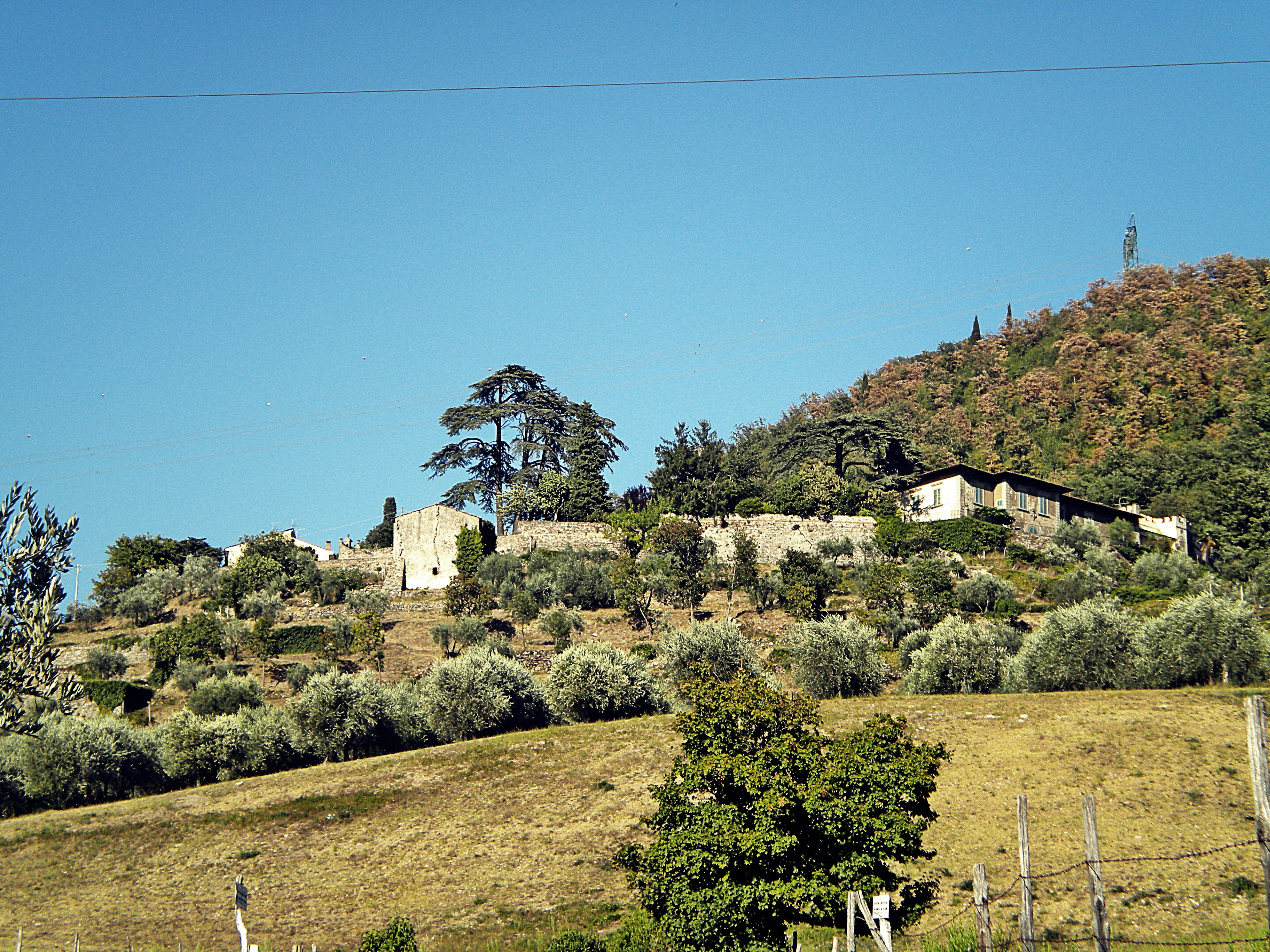
Veduta della Villa Del Bello

La fattoria Del Bello aveva numerosi poderi nella zona circostante, un frantoio azionato da animali, un acquedotto proprio, una specializzazione nella coltura del vino, testimoniata dai numerosi premi vinti alla Festa dell'Uva.
Pietro Del Bello morì negli anni che precedettero la Grande Guerra, lasciando la villa e la fattoria alla figlia Assunta e alla moglie Enrichetta, zia e matrigna poi della ragazza perché in seconde nozze aveva sposato il cognato. Le due Del Bello erano amanti della musica, una suonava la chitarra e l'altra il violino (uno Stradivari), divennero nel tempo assai eccentriche. Andavano alla messa con la treggia tirata dai buoi, dormivano il giorno e suonavano la notte.
Morirono a distanza di un anno l'una dall'altra attorno al 1935. Dopo la loro morte la proprietà passò a una cugina francese (una Pierson) che ne entrò in possesso poco prima della Seconda guerra mondiale. All'epoca del conflitto, come i beni di Spranger, fu requisita come proprietà nemica e affidata all'amministrazione del Monte dei Paschi di Siena. Dopo la guerra cominciarono a vendere alcuni poderi della fattoria, la quale entrò infine in possesso della famiglia Fantini, attuale proprietaria. 

### Il giardino
Il fabbricato della villa ottocentesca è strettamente legato al giardino costituito da una terrazza panoramica che guarda a occidente.

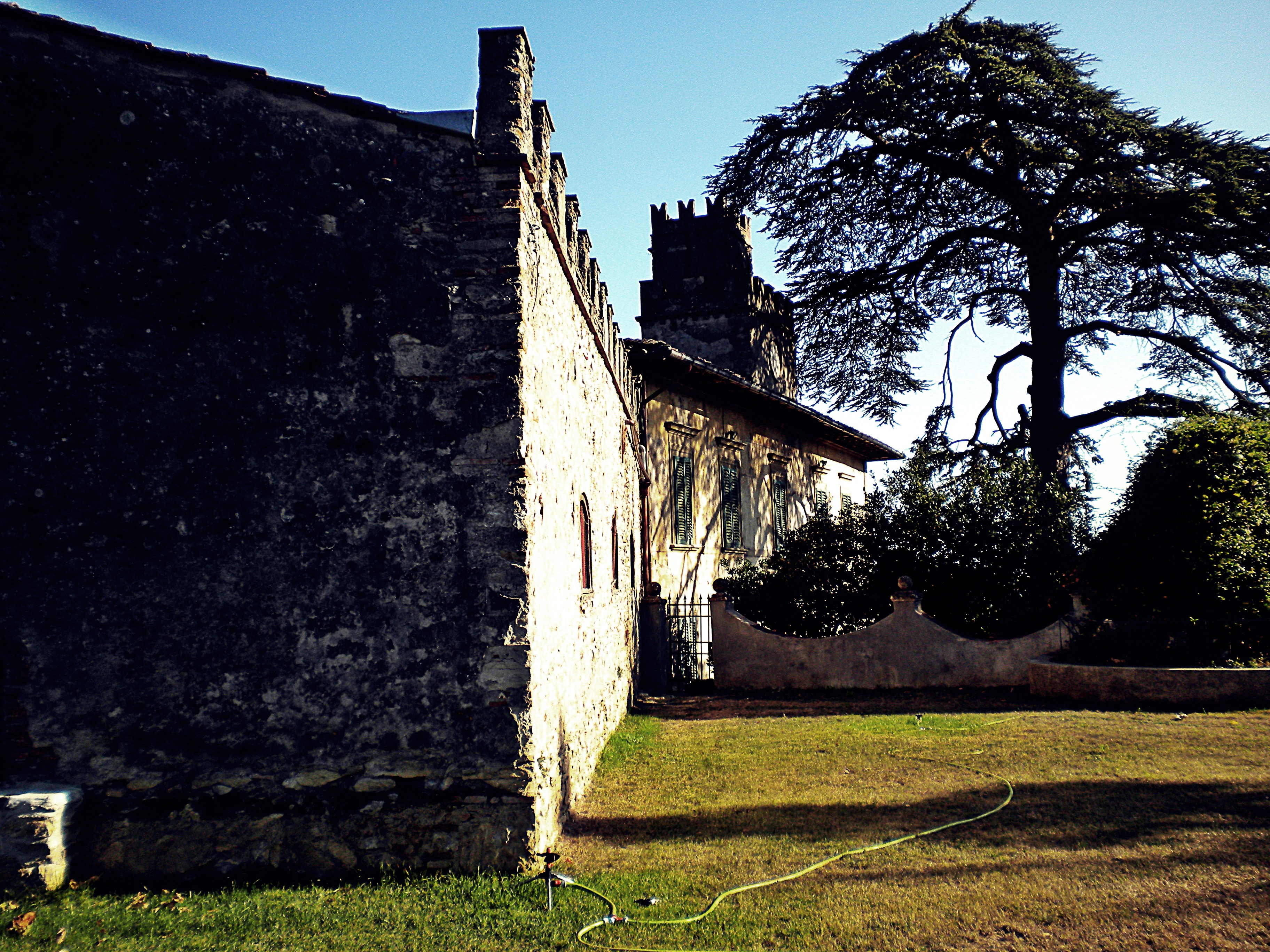
Giardino della Villa Del Bello

Un grande cedro del Libano si para davanti alla porta principale e sormonta la piccola grotta con ninfeo: un percorso di aiole con fioriture stagionali e perenni è la testimonianza di un giardino assai vissuto dai personaggi che gli dettero vita, a cominciare da Pietro Del Bello che fece costruire una serra esposta a meridione incorporata nella costruzione della villa, nella parte più corta della L che caratterizza la sagoma del fabbricato. Sono significative le fotografie ottocentesche che ritraggono lui, la figlia e la moglie, gli amici in questi ambienti e nel Selvatico, cui si accede scendendo lievemente verso sud e accostando dalla parte del bosco: tutti documenti originali conservati nell'archivio familiare.
Dal giardino si entra del resto direttamente nei salotti della villa, straordinaria testimonianza storica perché conservano decorazioni ed arredo d'epoca ancora originale.
Il Selvatico, con una serie di percorsi immersi nella vegetazione mediterranea (corbezzoli, lecci e siepi di bosso), conduce ad un luogo centrale, un tempo vero e proprio laghetto, oggi elemento di suggestione, per letture teatralizzate.
Oggi è luogo d'interesse storico e meta di escursioni. Si trova nell'area naturale protetta della Calvana.

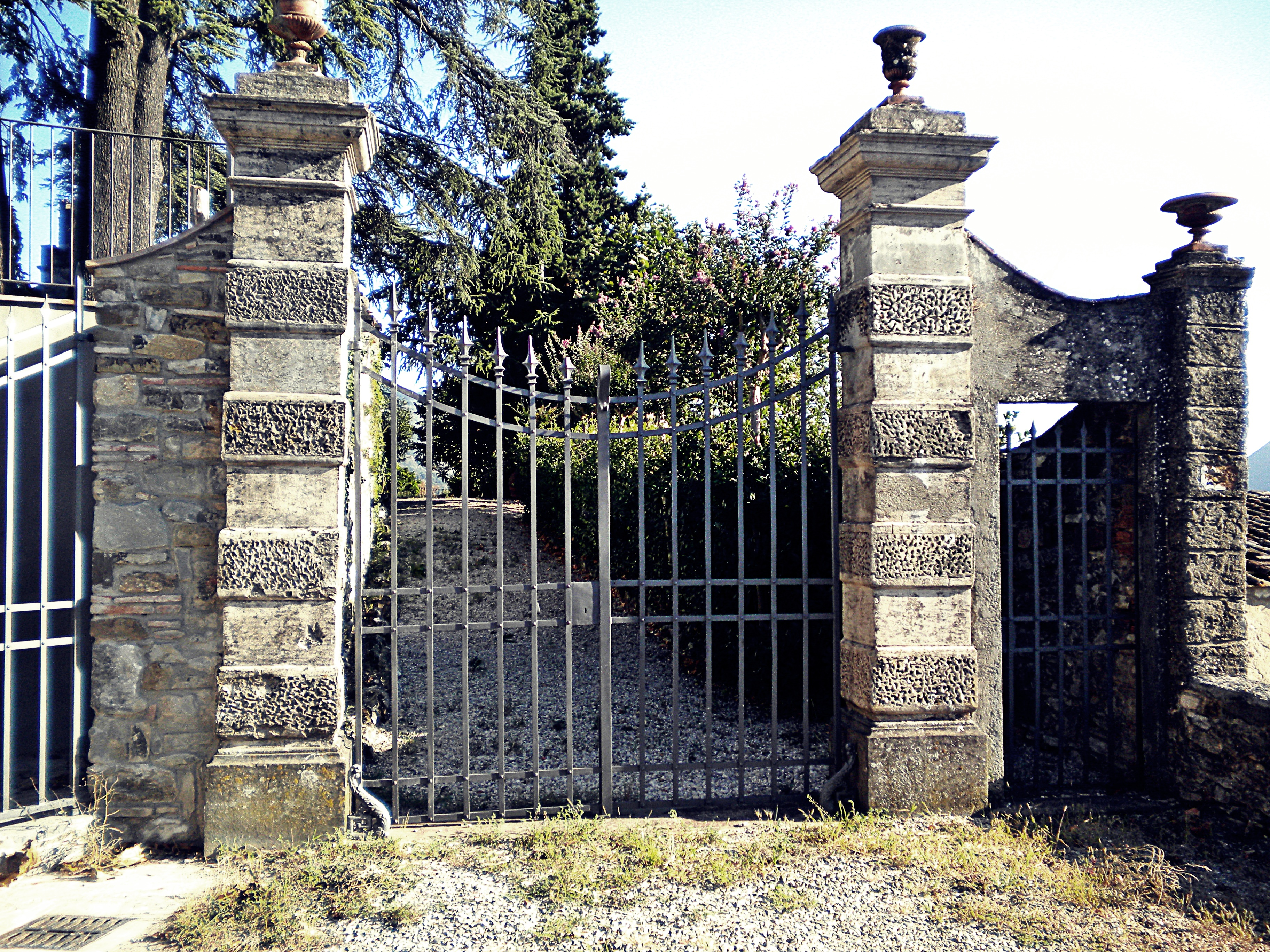
Cancello di entrata della Villa Del Bello

È raggiungibile da Vaiano prendendo la strada lungo il Bisenzio che conduce a Moschignano.